# Barbu Alinescu
Barbu Alinescu, romunski general, * 20. januar 1890, Bukarešta, † 30. november 1952, Bukarešta.